# Microcebus myoxinus
Microcebus myoxinus (мишачий лемур карликовий) — вид лемуровидих приматів родини Макієві (Cheirogaleidae).

## Поширення
Цей вид мешкає на заході Мадагаскару. Селиться в сухих лісах змішаного і листяного типу.

## Опис
Довжина тіла 13 см, довжина хвоста 10 см, а вага становить близько 50 г. Голова кругла, мордочка вкорочена. Вуха величезні, рухливі, миттєво вловлюють найменший шурхіт. Великі очі здаються ще більшими, завдяки темним колам, обведеним навколо очей, і, звичайно, відмінно все бачать. Кінцівки недовгі, з добре розвиненими тонкими пальцями, що закінчуються гострими кігтями. Хвіст товстий, дорівнює довжині тіла. Хутро густе, на дотик м'яке і шовковисте. Верх тварини забарвлений в коричнево-червоний колір, низ зазвичай жовто-білий або біло-сірий.

## Спосіб життя
Веде дуже скритний спосіб життя: вдень відпочиває або дрімає, а вночі виходить на пошуки їжі. Живлення різноманітне, живиться, переважно, плодами і фруктами, нектаром і листям. Може харчуватись різними комахами і павуками, а може зловити маленьку жабу або ящірку, але це буває вкрай рідко. Житло облаштовує в дуплі дерева, або будує гніздо з гілок і трави.
Живуть поодинці, або парами. У посушливий час року, впадає в сплячку, яка може тривати до 7 місяців. Але перед цим, в сезон дощів, він інтенсивно від'їдається, накопичуючи жир і товстіючи. Між собою перемовляються звуками, терпимо переносять один одного і практично не сваряться. Пересуваються ліниво і не поспішаючи.

## Розмноження
Вагітність самки триває 70 днів. Потомство приносить один раз на рік. На світ з'являються сліпі немічні дитинчата. У приплоді буває 2-3 дитинчати. Вага 1-го малюка близько 20 г. Очі відкриваються на 2-ий день життя. Молоком матері харчуються трохи більше місяця. Вони такі малі й слабкі, що батько зобов'язаний їх носити в роті, тому що діти не можуть самі триматися за мамину шерсть. Самостійними стають у віці 2 — 2,5 місяців.
У дикій природі, за неточними даними, карликовий мишачий лемур живе 5 — 8 років.